# La Libertad, Tecpatán
La Libertad är en ort i Mexiko.   Den ligger i kommunen Tecpatán och delstaten Chiapas, i den sydöstra delen av landet, 700 km öster om huvudstaden Mexico City. La Libertad ligger 475 meter över havet och antalet invånare är 356.
Terrängen runt La Libertad är kuperad. Runt La Libertad är det ganska tätbefolkat, med 80 invånare per kvadratkilometer. Närmaste större samhälle är Tecpatán, 13,2 km söder om La Libertad. I omgivningarna runt La Libertad växer i huvudsak städsegrön lövskog.